# جوناثان أوبيكا
جوناثان شيدوزي أوبيكا هو لاعب كرة قدم إنجليزي محترف، من مواليد 12 سبتمبر 1990، يلعب كمهاجم لنادي ماذرويل.
في يونيو 2021 وقع عقدًا لمدة عامين مع نادي موركامب. وفي نهاية يناير 2023 انضم إلى نادي ماذرويل الاسكتلندي على سبيل الإعارة حتى نهاية الموسم.

## روابط خارجية
- جوناثان أوبيكا على موقع الاتحاد الدولي (مؤرشف)  (الإنجليزية)
- جوناثان أوبيكا على موقع قاعدة بيانات كرة القدم.إي يو (الإنجليزية)
- جوناثان أوبيكا على موقع Soccerbase.com (لاعب) (الإنجليزية)
- جوناثان أوبيكا على موقع Soccerway.com (الإنجليزية)
- جوناثان أوبيكا على موقع AS.com (الإسبانية)